# L'Incendie de Chicago
Pour plus de détails, voir Fiche technique et Distribution.
L'Incendie de Chicago (In Old Chicago) est un film américain réalisé par Henry King, sorti en 1938.

## Synopsis
In Old Chicago retrace l'ascension d'une famille, les O'Leary, et particulièrement de deux de ses frères, Jack et Dion, pendant l'expansion de la ville de Chicago au XIXe siècle et l'incendie du quartier Le Patch en 1871.

## Fiche technique
- Titre : L'Incendie de Chicago
- Titre original : In Old Chicago
- Réalisation : Henry King
- Scénario : Lamar Trotti et Sonya Levien d'après le roman de Niven Busch
- Production : Darryl F. Zanuck et Kenneth Macgowan (associé), pour la 20th Century Fox
- Photographie : J. Peverell Marley
- Musique : Louis Silvers
- Effets spéciaux : H. Bruce Humberstone, Ralph Hammeras, Fred Sersen (en) et Louis J. White
- Décors : William S. Darling, Rudolph Sternad (en) et Thomas Little
- Costumes : Royer
- Montage : Barbara McLean
- Pays d'origine :  États-Unis
- Langue : anglais
- Format : Noir et blanc
- Genre : Drame
- Durée : 95 minutes
- Date de sortie : 
  - États-Unis : 6 janvier 1938 (première) (New York)
  - France : 31 mars 1938

## Distribution
- Tyrone Power (VF : René Dary) : Dion O'Leary
- Alice Faye (VF : Lusitania) : Belle Fawcett
- Don Ameche (VF : Jean Davy) : Jack O'Leary
- Alice Brady (VF : Germaine Kerjean) : Mme Molly O'Leary
- Andy Devine (VF : Raoul Marco) : Pickle Bixby
- Brian Donlevy (VF : Serge Nadaud) : Gil Warren
- Phyllis Brooks (VF : Colette Adam) : Ann Colby
- Tom Brown (VF : Jean Landret) : Bob O'Leary
- Sidney Blackmer : Général Phil Sheridan
- Berton Churchill (VF : Paul Villé) : Sénateur Colby
- June Storey (VF : Jeanne Sylva) : Gretchen
- Madame Sul-Te-Wan (VF : Lise Hestia) : Hattie
- J. Anthony Hughes (de) (VF : Lucien Blondeau) : Patrick O'Leary
- Billy Watson  (VF : Jean Barrat) : Jack O'Leary enfant
- Gene Reynolds (VF : Henri Peiffert) : Dion O'Leary enfant
- Thelma Manning (VF : Suzanne Nivette) : Carrie Donahue
- Russell Hicks, Gustav von Seyffertitz : Hommes dans le bureau de Jack
- Clarence Wilson : L'avocat
- Harry Stubbs : le délégué à l'incendie

Acteurs non crédités
- Ed Brady : Conducteur de chariot
- Davison Clark : Sergent de police
- Fred Kelsey : Policier
- Larry Steers : Admirateur de Belle
- Charles Williams : Secrétaire / Témoin au mariage

## Récompenses

### Oscars
L'Incendie de Chicago a reçu six nominations et remporta 2 Oscars :
- Oscar de la meilleure actrice dans un second rôle : Alice Brady
- Oscar du meilleur assistant réalisateur : Robert D. Webb